# Lata 70. XVIII wieku

## Wydarzenia
- 1770
  - 20 kwietnia – wyprawa Jamesa Cooka dotarła do Australii. Statek Cooka był pierwszym europejskim okrętem, który dotarł do wschodniego wybrzeża Australii[1].
  - początek rewolucji przemysłowej w Wielkiej Brytanii. Zapoczątkowane zmiany w gospodarce uczyniły z Wielkiej Brytanii pierwszą potęgę gospodarczą na świecie[2].
  - James Bruce odkrył źródło Nilu Błękitnego i jezioro Tana[3].
- 1771
  - zakończyła się pierwsza wyprawa dookoła świata dowodzona przez Jamesa Cooka[4].
- 1772 – Królestwo Prus, Imperium Rosyjskie i Monarchia Habsburgów dokonały pierwszego rozbioru Polski[5].
- 1773
  - 16 grudnia – miała miejsce tzw. herbatka bostońska, protest polityczny mieszkańców Bostonu, w ówczesnej Kolonii Zatoki Massachusetts, przeciwko polityce Wielkiej Brytanii[6].
  - w Rzeczypospolitej Obojga Narodów powołano Komisję Edukacji Narodowej, pierwszą na ziemiach polskich i w Europie Środkowej centralną świecką władzę oświatową[7].
  - wrzesień – wybuchło powstanie Pugaczowa – największy zryw antyfeudalny w Imperium Rosyjskim[8].
  - ekspedycja Jamesa Cooka dotarła na Wyspy Cooka[3].
- 1774
  - 5 września-16 października – w Filadelfii odbył się I Kongres Kontynentalny. W obradach wzięło udział dwanaście kolonii brytyjskich kolonii w Ameryce Północnej, które później (wraz z Georgią) utworzyły Stany Zjednoczone[6].
  - został zawarty traktat w Küczük Kajnardży, kończący wojnę rosyjsko-turecką 1768–1774. Na jego mocy Katarzyna II Wielka uzyskała część wybrzeża Morza Czarnego oraz gwarancje Wysokiej Porty dla floty rosyjskiej odnośnie swobodnej żeglugi przez cieśniny tureckie[9].
  - ekspedycja Jamesa Cooka dopłynęła do Nowej Kaledonii[4].
- 1775
  - 19 kwietnia – wybuchła wojna o niepodległość Stanów Zjednoczonych pomiędzy kolonistami amerykańskimi a Wielką Brytanią. Pierwsze walki miały miejsce w Lexington i Concord[6].
  - 10 maja – w Filadelfii rozpoczęły się obrady II Kongresu Kontynentalnego. W obradach wzięło udział trzynaście kolonii. Podczas Kongresu została powołana armia Stanów Zjednoczonych (14 maja), a na jej dowódcę został wyznaczony George Washington (15 maja)[6].
  - ekspedycja Jamesa Cooka dopłynęła do Georgii Południowej i Sandwicha Południowego[4].
- 1776
  - 4 lipca – została uchwalona Deklaracja niepodległości Stanów Zjednoczonych[6].
  - Rozpoczęła się trzecia ekspedycja Jamesa Cooka dookoła świata[3].
- 1777
  - 15 listopada – 13 byłych kolonii brytyjskich uchwaliły Artykuły konfederacji i wieczystej unii, zasady ustrojowe będące podwaliną ustrojową nowego państwa. Dokument został zastąpiony Konstytucją Stanów Zjednoczonych z 1789 roku[6].
  - Iwan Lachow odkrył wyspę Kotielnyj, największą z Wysp Nowosyberyjskich[3].
- 1778
  - ekspedycja Jamesa Cooka dotarła na Hawaje[3].
- 1779
  - 14 lutego – na Hawajach zginął James Cook, angielski żeglarz i odkrywca, badacz Oceanii[10]